# Emanuele Linfatti
Emanuele Linfatti (Roma, 22 novembre 1994) è un attore italiano.

## Biografia
Nato nel 1994 a Roma, inizia presto a dedicarsi alla musica e alla recitazione, per poi diplomarsi all'Accademia nazionale d'arte drammatica Silvio D'Amico nel 2017.
Nel 2018 esordisce al cinema in un piccolo ruolo nel film La profezia dell'armadillo di Emanuele Scaringi, mentre l'anno successivo ottiene il suo primo ruolo da protagonista nella produzione svizzera L'ombra del figlio, dove interpreta il problematico Alberto. Nel 2020 è nel cast principale della fiction di Rai 1 Vivi e lascia vivere, nel ruolo di Andrea, e dà il volto a Mattia, il figlio del personaggio interpretato da Fabrizio Gifuni, nel film Netflix La belva di Ludovico Di Martino. L'anno successivo è tra i protagonisti di Il silenzio grande, diretto da Alessandro Gassmann e adattamento dell'omonimo dramma teatrale di Maurizio De Giovanni.
Nel 2022 è protagonista del film Margini di Niccolò Falsetti, presentato in concorso alla Settimana internazionale della critica della 79ª Mostra internazionale d'arte cinematografica di Venezia.

## Filmografia

### Cinema
- La profezia dell'armadillo, regia di Emanuele Scaringi (2018)
- L'ombra del figlio, regia di Fabio Pellegrinelli (2019)
- Martin Eden, regia di Pietro Marcello (2019)
- I predatori, regia di Pietro Castellitto (2020)
- La belva, regia di Ludovico Di Martino (2020)
- Il silenzio grande, regia di Alessandro Gassmann (2021)
- Margini, regia di Niccolò Falsetti (2022)
- Diabolik - Chi sei?, regia dei Manetti Bros. (2023)

### Televisione
- Don Matteo – serie TV, episodio 11x17 (2018)
- Liberi tutti – serie TV, episodi 1x10-1x11 (2019)
- Vivi e lascia vivere – serie TV, 10 episodi (2020)
- Antonia – serie TV, 6 episodi (2024)